# Marcin Baryczka
Marcin Baryczka (zm. 13 grudnia 1349) – kaznodzieja i wikariusz katedry krakowskiej. 
W śmierć Baryczki miał być zamieszany król Kazimierz III Wielki, jednak okoliczności tego wydarzenia nie są jasne. Jan z Czarnkowa pisał na ten temat:

Po powrocie (Kazimierza) z tryumfem pomyślności do Krakowa, gdzie był wspaniale przez kler i naród przyjęty, zdarzyło się, że za podszeptem diabła, niejaki Marcin Baryczka, wikariusz katedry krakowskiej, został przed królem fałszywie oskarżony przez jego przybocznych, w dzień św. Łukasza [8 października 1349] uwięziono go, a następnej nocy utopiono w rzece Wiśle, bez żadnej przyczyny, zupełnie niewinnego. Odtąd, niestety, wszelka pomyślność odstąpiła króla, który pierwej nad nieprzyjaciółmi szczęśliwie tryumfował.

Według Długosza Baryczka został wysłany przez biskupa krakowskiego Bodzantę do Kazimierza Wielkiego z dekretem ekskomuniki, związanym z niemoralnym prowadzeniem się władcy. Baryczka przekazał również, używając ostrych słów, informację o karach kościelnych, które biskup zamierzał nałożyć na króla w związku ze sporem o daniny z wsi biskupich położonych w ziemi sandomierskiej. Król Kazimierz kazał uwięzić duchownego, który następnie został utopiony w Wiśle. 
Żadne inne fakty z życia Marcina Baryczki nie są znane. Został pochowany w kościele św. Mikołaja. Na przełomie XV i XVI w. postawiono mu tam, nieistniejący dziś, nagrobek. Lokalnie w Małopolsce Marcin Baryczka był otoczony kultem, którego nasilenie przypadło na wiek XVII. Wtedy pojawiły się relacje o cudach towarzyszących wydobyciu ciała i pogrzebowi. Pomimo podobieństwa do życiorysu Jana Nepomucena, kult Baryczki nie był przez Kościół mocno promowany i nie przyjął się – prawdopodobnie z powodu poważania, jakim cieszył się jedyny polski monarcha z przydomkiem Wielki, w odróżnieniu od antagonisty Nepomucena, Wacława IV. 
Ze śmiercią Marcina Baryczki wiąże się seria fundacji kościołów pokutnych na ziemi sandomierskiej. Według Długosza jako zadośćuczynienie za śmierć Baryczki Kazimierz Wielki ufundował kolegiatę w Wiślicy i kolegiatę w Sandomierzu oraz kościoły w Szydłowie, Stopnicy, Zagości i Kargowie.
Literacki obraz konfliktu Baryczki z królem przedstawił Józef Ignacy Kraszewski w powieści Król chłopów, ukazując działania księdza jako bardziej niezależne od biskupa, natomiast mające wsparcie w opozycji antykrólewskiej.
W serialu telewizyjnym Korona królów postać Marcina Baryczki zagrał Łukasz Mazurek (odc. 172–175).